# Billboard Music Award for Top Christian Album
Die Billboard Music Award for Top Christian Album zeichnen die besten christlichen Alben des jeweiligen Jahres im Rahmen der Billboard Music Awards aus. Die Auszeichnung wurde einmal 1998 vergeben und ruhte dann bis 2011, als sie erneut eingeführt wurde. Der Award wurde 2018 das letzte Mal verliehen. Am häufigsten wurden die Casting Crowns und Chris Tomlin nominiert.

## Gewinner und Nominierte
| Jahr | Album                        | Künstler         | Nominierungen | Ref.   |
| ---- | ---------------------------- | ---------------- | --- | ------ |
| 1998 | Sittin' on Top of the World  | LeAnn Rimes      | |        |
| 2011 | Awake                        | Skillet          | MercyMe – The Generous Mr. Lovewell Tobymac – Tonight Chris Tomlin – And If Our God Is For Us... (Deluxe Edition) Various Artists – WOW Hits 2011    | [ 2 ]  |
| 2012 | Come to the Well             | Casting Crowns   | Casting Crowns – Until the Whole World Hears Skillet – Awake Laura Story – Blessings Various Artists – WOW Hits 2012                                 | [ 3 ]  |
| 2013 | Eye On It                    | Tobymac          | Casting Crowns – Come to the Well LeCrae – Gravity MercyMe – The Hurt & The Healer Various Artists – WOW Hits 2013                                   | [ 4 ]  |
| 2014 | Precious Memories Volume II  | Alan Jackson     | Skillet – Rise Miracle – Third Day Chris Tomlin – Burning Lights Various Artists – WOW Hits 2014                                                     | [ 5 ]  |
| 2015 | Anomaly                      | Lecrae           | Casting Crowns – Thrive MercyMe – Welcome to the New Needtobreathe – Rivers in the Wasteland Chris Tomlin – Love Ran Red                             | [ 6 ]  |
| 2016 | How Can It Be                | Lauren Daigle    | Hillsong United – Empires Joey + Rory – Hymns That Are Important to Us TobyMac – This Is Not a Test Chris Tomlin – Adore: Christmas Songs of Worship | [ 7 ]  |
| 2017 | How Can It Be                | Lauren Daigle    | Casting Crowns – The Very Next Thing Hillary Scott & the Family – Love Remains Joey + Rory – Hymns That Are Important to Us Skillet – Unleashed      |        |
| 2018 | Precious Memories Collection | Alan Jackson     | Elevation Worship – There Is a Cloud Hillsong United – Wonder Hillsong Worship – Let There Be Light MercyMe – Lifer                                  |        |
| 2019 | Look Up Child                | Lauren Daigle    | Cory Asbury – Reckless Love for King & Country – Burn The Ships Hillsong Worship – There Is More Zach Williams – Chain Breaker                       | [ 8 ]  |
| 2020 | Jesus Is King                | Kanye West       | Bethel Music – Victory: Recorded Live Casting Crowns – Only Jesus Hillsong United – People Skillet – Victorious                                      | [ 9 ]  |
| 2021 | My Gift                      | Carrie Underwood | Bethel Music – Peace Elevation Worship – Graves into Gardens We the Kingdom – Holy Water Zach Williams – Rescue Story                                | [ 10 ] |
| 2022 | Donda                        | Ye               | Elevation Worship & Maverick City Music – Church Basement Carrie Underwood – My Savior Phil Wickham – Hymn of Heaven CeCe Winans – Belive for It     | [ 11 ] |

## Rekorde
Vier Nominierungen
- Casting Crowns
- Chris Tomlin

Drei Nominierungen
- MercyMe
- TobyMac
- Skillet

Zwei Nominierungen
- Lecrae